# سنايبر: غوست واريور (لعبة فيديو)
سنايبر: غوست واريور  أي قنّاص: شبح المُحارب (بالإنجليزية: Sniper: Ghost Warrior)‏، هي لعبة فيديو إلكترونية من نوع تصويب تكتيكي، طورها شركة سيتي إنتراكتيف البولندية سنة 2010م، وتعمل لأنظمة إكس بوكس 360 ومايكروسوفت ويندوز وبلاي ستيشن 3 ، وهي الإدخال الثاني في سلسلة سنايبر: غوست واريور وهي تكملة لـ سنايبر: آرت أوف فكتوري.
تعتمد اللعبة على دور القناص العسكري، والذي وفقًا للمطور قد اكتسب اهتمامًا عامًا بفضل جزءاً كبير من العروض على قنوات مثل قناة التاريخ التلفزيونية الأمريكية . الهدف من اللعبة هو إدخال اللاعبين في دور فريق نخبة القناصين، وإرسالهم إلى منطقة معادية في محاولة لمساعدة متمردي جزيرة تروينو(وهي دولة وهمية في أمريكا اللاتينية ) لمحاربة القوة التي أطاحت بحكومتهم عبر إنقلاب.
تتضمن سلسلة اللعبة: سنايبر: جوست واريور 2، سنايبر: جوست واريور 3، سنايبر جوست واريور كونتراكتس، وهناك تكملة بعنوان سنايبر جوست واريور كونتراكتس 2، ومن المقرر إصدارها في وقت ما من عام 2021.

## أسلوب اللعب
اللعبة عبارة عن لعبة إطلاق نار تكتيكية يتم لعبها من منظور الشخص الأول. كما يوحي العنوان، جزء كبير من اللعبة يتكون من التخفي، إخراج الأهداف وإطلاق بنادق القناصة. كما هو الحال مع سنايبر إليت، تتضمن اللعبة عنصر المقذوفات الواقعية. تخضع مسارات الرصاص لقوة الرياح والجاذبية والتنفس ووقت الطيران، والتي يجب على اللاعبين أخذها في الحسبان عند أخذ الطلقات. لتبسيط هذا الإجراء، تحتوي إعدادات الصعوبة الأسهل على مؤشرات تسلط الضوء على الأعداء وتظهر بدقة مكان إصابة الرصاصة.
الأسلحة الرئيسية المستخدمة في اللعبة هي المسدسات الصامتة والسكاكين وأنواع مختلفة من بنادق القنص. في المهمات التي يتم لعبها بشخصيات ليست قناصة ، يتم إسقاط جانب التخفي لصالح سيناريوهات «الجري والمسدس» الأسرع. الاستثناء من ذلك هو مهمات الإكتشاف، حيث يتكون الهدف الأساسي من قناص يتحكم فيها الكمبيوتر، ويتم تحديده بوضع علامة عليه.
تجري معظم اللعبة في بيئة غابة كثيفة. كما تعرض المسارات الصحيحة في جميع الأوقات للوصول إلى الهدف، في حين لا يلزم اتباع هذه المسارات تمامًا ، فإن تصميم المستوى يضمن عادةً مسارًا خطيًا شاملاً بسبب وضع العوائق والجدران غير المرئية. تؤدي العديد من نقاط المسار إلى تشغيل أحداث مهمة مكتوبة ، وتعمل بعض نقاط الطريق كنقاط تفتيش، والتي تحفظ اللعبة تلقائيًا.
تتكون حملة اللاعب الفردي في «سنايبر: غوست واريور» من أربعة أعمال منفصلة، يتعامل كل منها مع صراع مختلف. يتم تقسيم جميع الأعمال إلى مهام مختلفة، والتي عادة ما تصور نفس الحدث من وجهات نظر مختلفة. على سبيل المثال، قد يشارك اللاعبون في إحدى المقاطع في هجوم مشاة على معسكر العدو، في حين أن الجزء التالي يجعلهم يتولون دور القناص الداعم الذي يدعم الهجوم. هناك محتوى قابل للتنزيل متاح للعنوان الذي يتابع  القصة بسلاسة مع ثلاث مهام إضافية للحملة.

## نبذة
تقوم الفرقة الأمريكية العسكرية بالتسلل إلى أرض الأعداء وقتل قائد الميليشيا الإرهابية حسب وصف اللعبة.

## التطوير
يستفيد «سنايبر: غوست واريور» من كروم إنجن، والذي يجعل الأدغال المورقة بمسافات سحب كبيرة. تتم العديد من المهام في اللعبة أثناء هطول الأمطار أو الليل ، وتنتشر أنواع مختلفة من الحيوانات ، مثل التماسيح أو الأبقار ، في البيئة الاستوائية. ويحاول الذكاء الاصطناعي للأعداء محاكاة مجال رؤية الإنسان. كما يتيح ذلك للاعبين الزحف عبر العشب الطويل أو الاختباء خلف الأدغال دون رصدهم.

## الاستقبال
| استقبال |                                     |
| --- | ----------------------------------- |
| مجموع النقاط المجموع نقاط ميتاكريتيك PC: 55/100 [ 9 ] PS3: 53/100 [ 10 ] X360: 45/100 [ 11 ] نتائج المراجعة نشرة نقاط غيم ريفولوشن [ 12 ] غيم سبوت X360: 6.0/10 [ 13 ] PC: 5.5/10 [ 14 ] آي جي إن PC/X360: 5.0/10 [ 15 ] PS3: 4.5/10 [ 16 ] فيديو غيمر.كوم 3/10 [ 17 ] |                                     |
| مجموع النقاط |                                     |
| المجموع | نقاط                                |
| ميتاكريتيك | PC: 55/100 PS3: 53/100 X360: 45/100 |
| نتائج المراجعة |                                     |
| نشرة | نقاط                                |
| غيم ريفولوشن | [ 12 ]                              |
| غيم سبوت | X360: 6.0/10 PC: 5.5/10             |
| آي جي إن | PC/X360: 5.0/10 PS3: 4.5/10         |
| فيديو غيمر.كوم | 3/10                                |

تلقى سنايبر: غوست واريور مراجعات «مختلطة أو متوسطة» و «غير مواتية بشكل عام» ، وفقًا لمجمع المراجعة ميتاكريتيك.
أعطت غيم سبوت إصدار Xbox 360 6.0 / 10 ونسخة الكمبيوتر الشخصي 5.5 / 10 ، مشيدًا بصور اللعبة وإرضاء كاميرات القناصة ، لكنه انتقد صعوبة اللعبة العبثية في بعض المناطق خاصة العدو AI «التي تتراوح من الطائش إلى السحري للغاية. يمكن اكتشافك على الفور».
أعطى IGN إصدار 5.0 / 10 للكمبيوتر الشخصي وإصدار Xbox 360 ، مشيدًا بآليات القنص الخاصة باللعبة ولكنه انتقد تصميم اللعبة وسيناريوهات التشغيل. لقد أعطوا إصدار PlayStation 3 درجة أقل من 4.5 / 10 ، مشيرين إلى أنه يبدو يعمل بشكل أسوأ، ويفشل في معالجة تصميم المستوى الخطي الفائق الذي حُكم على الإصدار الأصلي في صندوق الصفقة.

## روابط خارجية
- سنايبر: غوست واريور على موبي غيمز
- Sniper: Ghost Warrior (PlayStation 3) على موبي غيمز